# 荷尔斯泰因地区奥尔登堡
荷尔斯泰因地区奥尔登堡（德語：Neustadt in Holstein，發音：[ˈɔldn̩bʊʁk ʔɪn ˈhɔlʃtaɪn] ⓘ）是德国石勒苏益格-荷尔斯泰因州东荷尔斯泰因县的城市，面积39.69平方千米，2023年12月31日人口为9,983人。